# Rangsdorf
Rangsdorf é um município da Alemanha, situado no distrito de Teltow-Fläming, no estado de Brandemburgo. Tem 33,72 km² de área, e sua população em 2019 foi estimada em 11.369 habitantes.